# 国家体育馆 (马来西亚)
国家体育馆，是马来西亚第一个室内体育馆，位于吉隆坡默迪卡體育場附近。它是马来西亚建国早期的后现代主义建筑之一，曾是东南亚最先进的室内体育场之一。1963年，被列为马来西亚7大国家工程象征之一。

## 历史

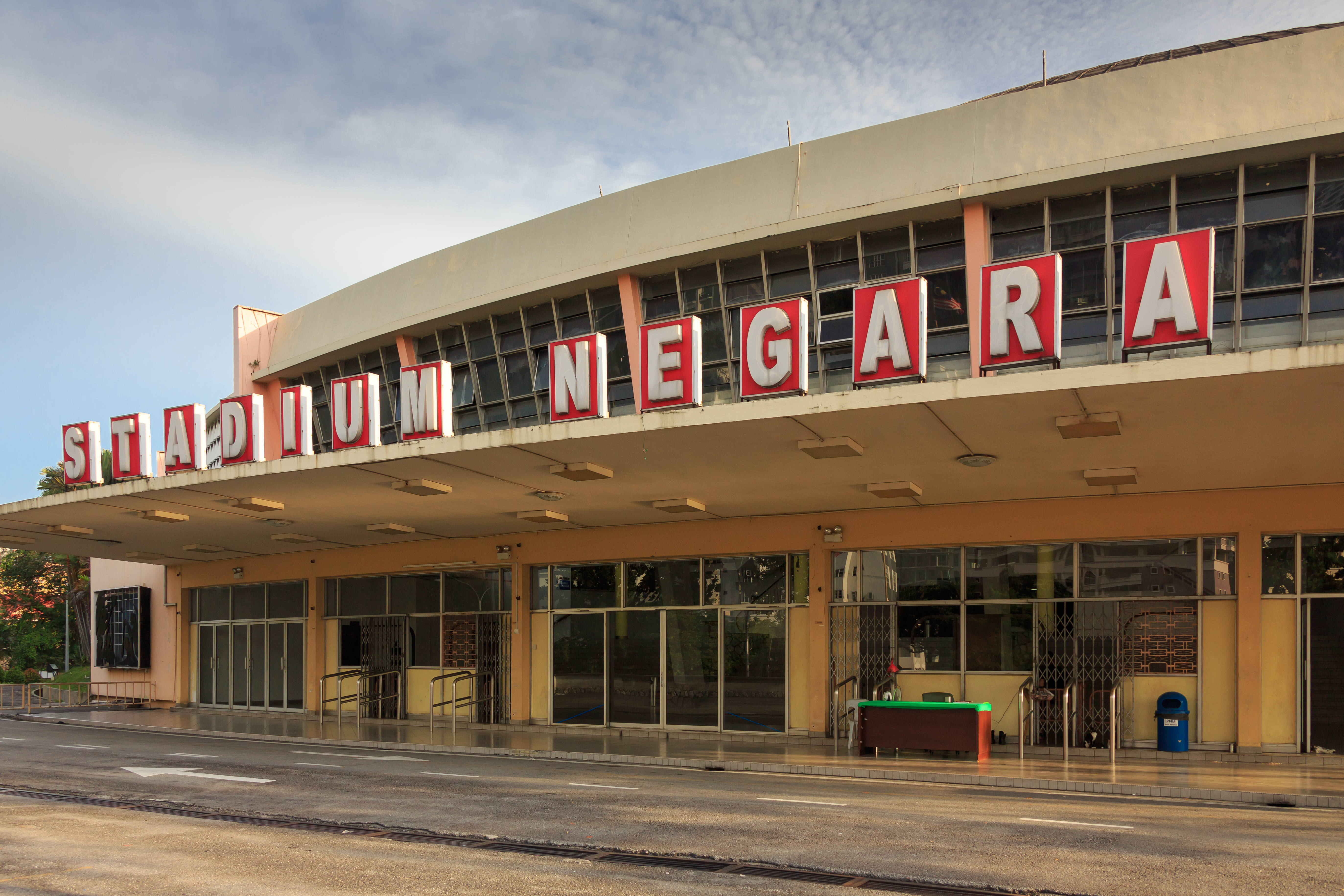
国家体育馆的正门接待处

吉隆坡国家体育馆是马来西亚一个室内体育馆，是早期象征着马来西亚的体育和文化的重要建筑。在默迪卡体育场建成后，为了举办汤姆斯杯羽毛球赛，马来西亚需要一座主要用于室内和文化活动的理想场所，国家体育馆便是专为室内比赛而建造。最终国家体育馆于1962年4月19日竣工，并在第3任马来西亚最高元首端姑赛布特拉義德的见证下正式开幕。之后于1963年9月17日，即是马来亚成为马来西亚的第二天，国家元首宣布国家体育馆为马来西亚7项象征性的国家工程之一。
国家体育馆的工程耗资约300至400万令吉，于1960年开始动工，由公共工程部（Public Works Department）的主管斯坦利·爱德华·裘斯负责设计。裘斯是一名美国建筑师及工程师，从1941年至1962年间在马来西亚实习建筑工程，之后在1959年到1962年成为公共工程部的主管。国家体育馆在他的设计下，以最大的无支撑柱建筑而闻名。
尽管裘斯克服了所有工程障碍，在不使用柱子的情况下设计了一个直径300英尺的屋顶。但由于出现漏水情况，这使得曾经备受赞誉的拱顶在使用20年后于1982年进行了翻修，之后在1985年改为使用PVC波纹塑料板，直径为100英尺的圆形屋顶取代。这为每年在这里举办的音乐会提供了更多的空间和更好的音响效果。
到了1990年代后期，出于现代化工程的发展计划，吉隆坡大部分地区在娱乐和办公综合体的都市空间改造计划下，一些重要的历史性建筑及设施面对被拆除的命运。后来出于公众的强烈意愿下，部分建筑得于保存。2005年下旬，在时任马来西亚首相阿都拉·巴达威的指示下，文化部先根据《1976年古物法令》（Akta Benda Purba 1967），将国家体育馆列入古物保护名单，以等待新遗产法令的生效。2006年在《2005年国家遗产法令》生效后，国家体育馆与附近的默迪卡体育场被列为国家遗产。 
现国家体育馆已被用于各种的体育比赛、展览场地，甚至是国际层面的比赛。其中最大的一场比赛是1992年5月17日马来西亚赢得的汤姆斯杯。在比赛期间，该体育馆挤满了近12,000名球迷进场观看比赛。

## 设计

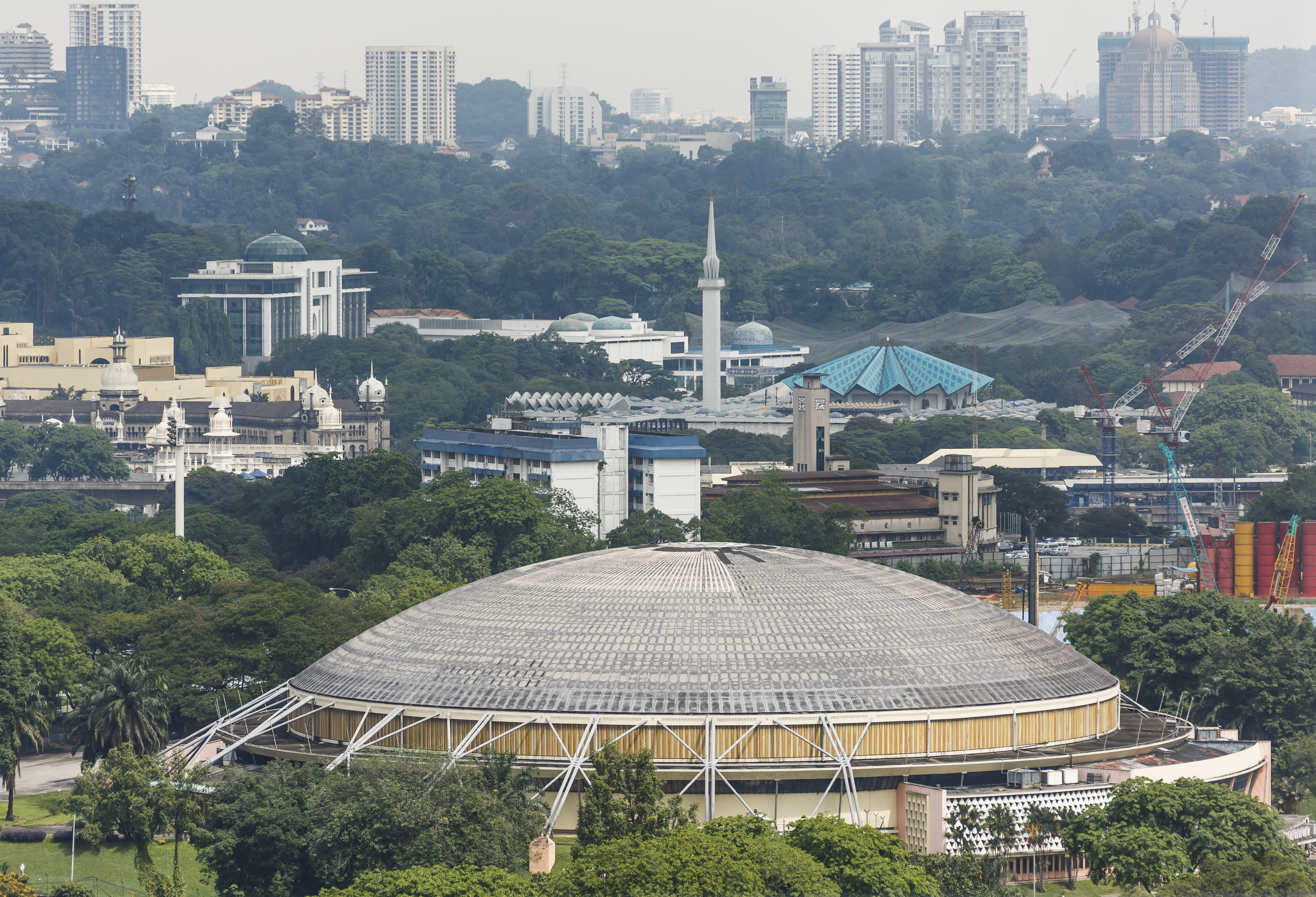
国家体育馆的外观，背景是国家回教堂和Albukhary基金会的总部

在1960年代，国家体育馆拥有东南亚最大的无支撑凹形屋顶，直径为300英尺，没有支撑柱。体育馆的拱顶最初是由一个平面的屋顶覆盖，后来因为在1982年出现漏水情况而被圆形屋顶所取代。
国家体育馆位于一个小山坡上，这使得该建筑比周围其他建筑高，这意味着体育馆将更多地暴露在阳光下，因此在建造之前，设计师考虑了气候、光线和温度方面的应对。设计师因此在上层增加了一些洞孔和百叶窗，除此以外，设计类型使更多的阳光和气流可以扭曲进入建筑；当气流直接与体育馆的外墙接触后，会转变为向拱顶上移动，气流通过狭缝的通风口进入体育场，使整个馆内空间由自然通风冷却，这加强了体育场的通风框架，这是体育馆在无支撑柱之后的特征之一。弧形屋顶也有照明效果，因为光线可以透过反射进入体育场，而新改造后的聚氯乙烯圆形屋顶可以让普通光线透过屋顶进入体育场内，而通过体育场周边的通风孔形成的天窗足以照亮体育场。圆形屋顶同时还具有通风的功能，当体育场变得拥挤时，热空气会上升到屋顶的中心，并在屋顶的顶端释放，达到空气流通的作用。为了克服空气的流动，圆形屋顶做出了两个有趣的规定：首先，主屋顶和内屋顶的外部结构分别由相同的96根高强度钢丝互相支撑，横跨了屋顶的100英尺中心直径。其次，外侧和内侧的钢丝是通过一个硬桁架连接的，它给了两层钢丝提供了基本的刚性，并提供了照亮中央场地的天窗作用。

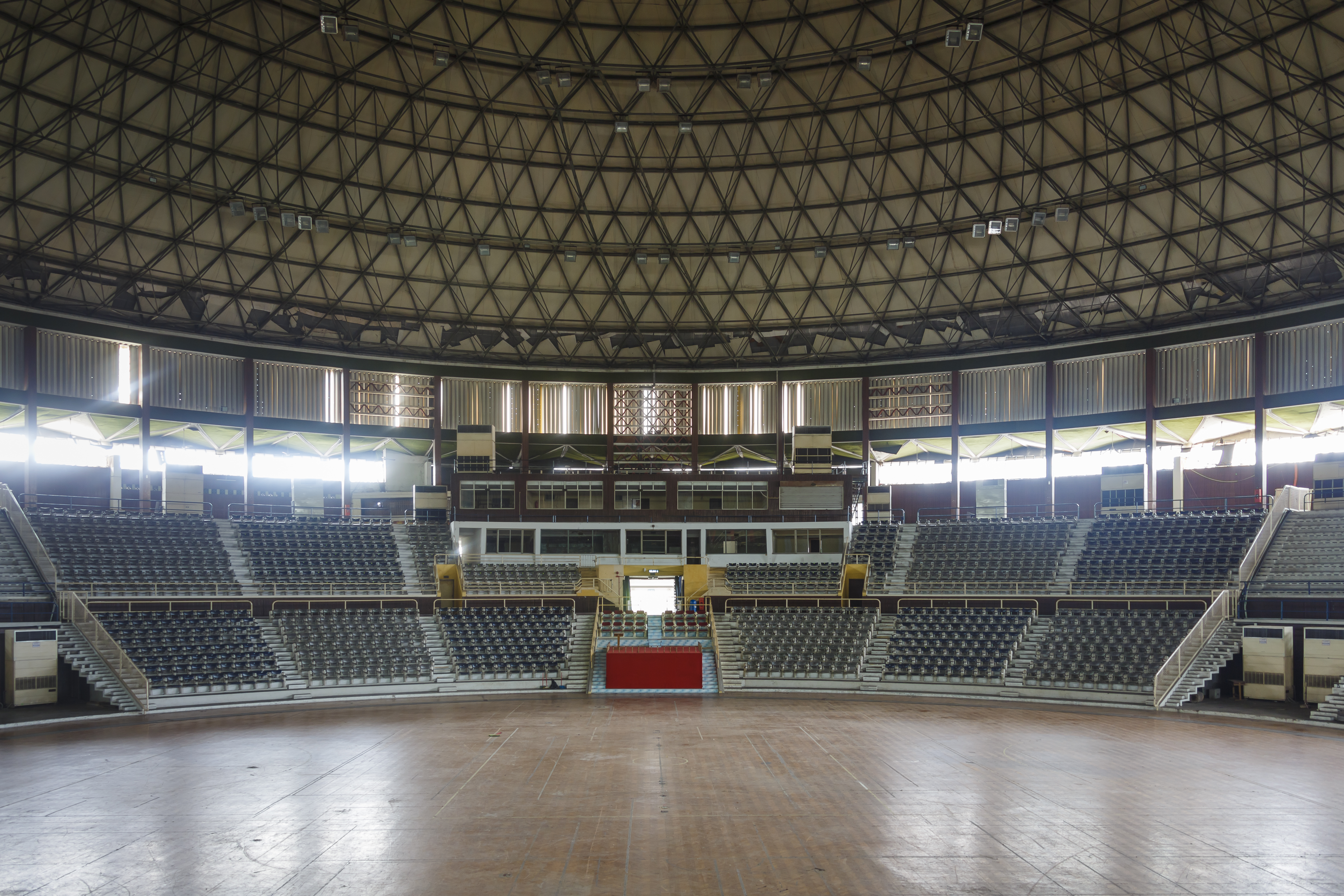

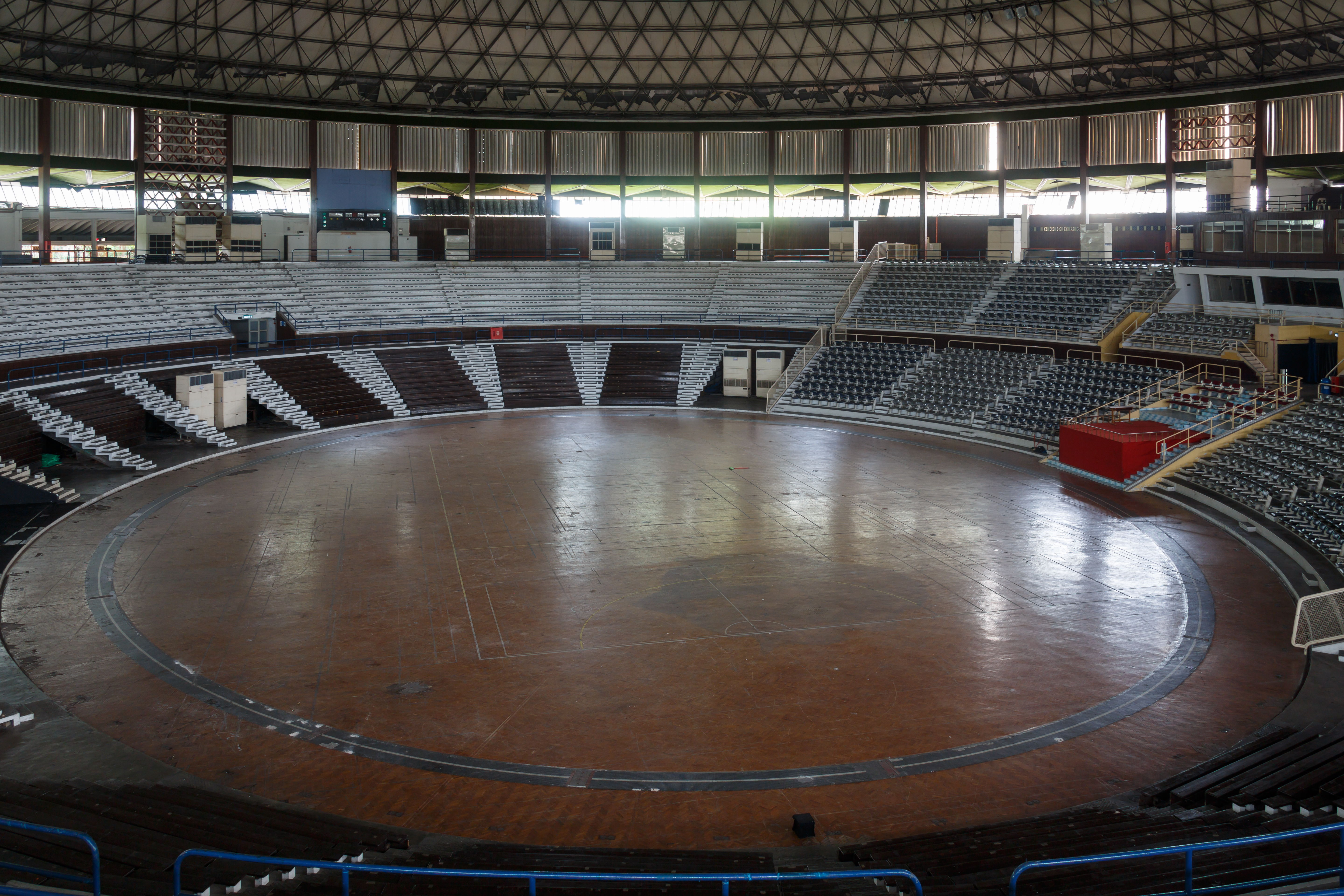
国家体育馆的内部场地

国家体育馆拥有10,000个固定座位，分为上下两层，大多数的座位分布在上层。从楼层的安排来看，建筑的基本形状是一个圆圈，比赛场地设在中间，而且被座位包围。上层的座位以混凝土为底座，下层的底座使用的是木板，原因是考虑到耐火性、经济性、强度和耐久性，但所有座椅都由混凝土楼梯连接。座位以倾斜的方式布置，选择木材作为主要地板材料的原因是吸收声波，这可以防止演唱过程中出现回声和过多的噪音。馆内采用环形结构，每条结构路线向中间汇集，也就是比赛球场或舞台上。此外，随着座位离场地中心越远，座位的高度就会增加，让观众有一个清晰的视线。体育场有两个主要入口，分别是主通道和后门入口。在体育馆的南面，是通往体育场的次要通道，入口外是一个私人停车场。

## 车站

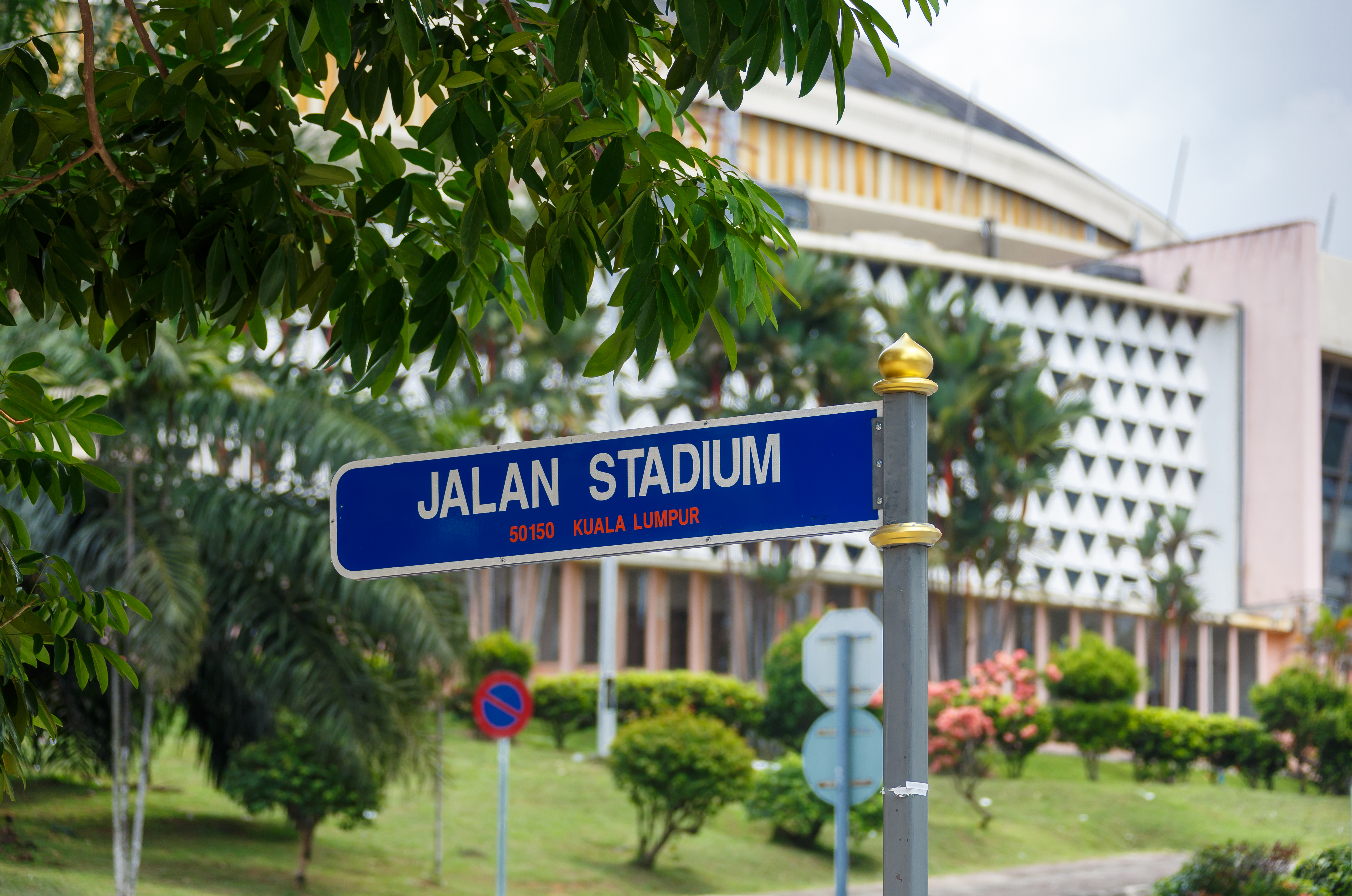
国家体育馆附近的道路路标

从汉都亚火车站步行至国家体育场仅需6分钟，乘坐公共交通工具前往国家体育场的主要道路是体育馆路（Jalan Stadium）。

## 主要赛事
- 1992年汤姆斯杯
- 1962年亚洲羽毛球锦标赛（英语：1962 Asian Badminton Championships）
- 1982年羽毛球世界盃
- 1981年羽毛球世界盃

## 其他用途

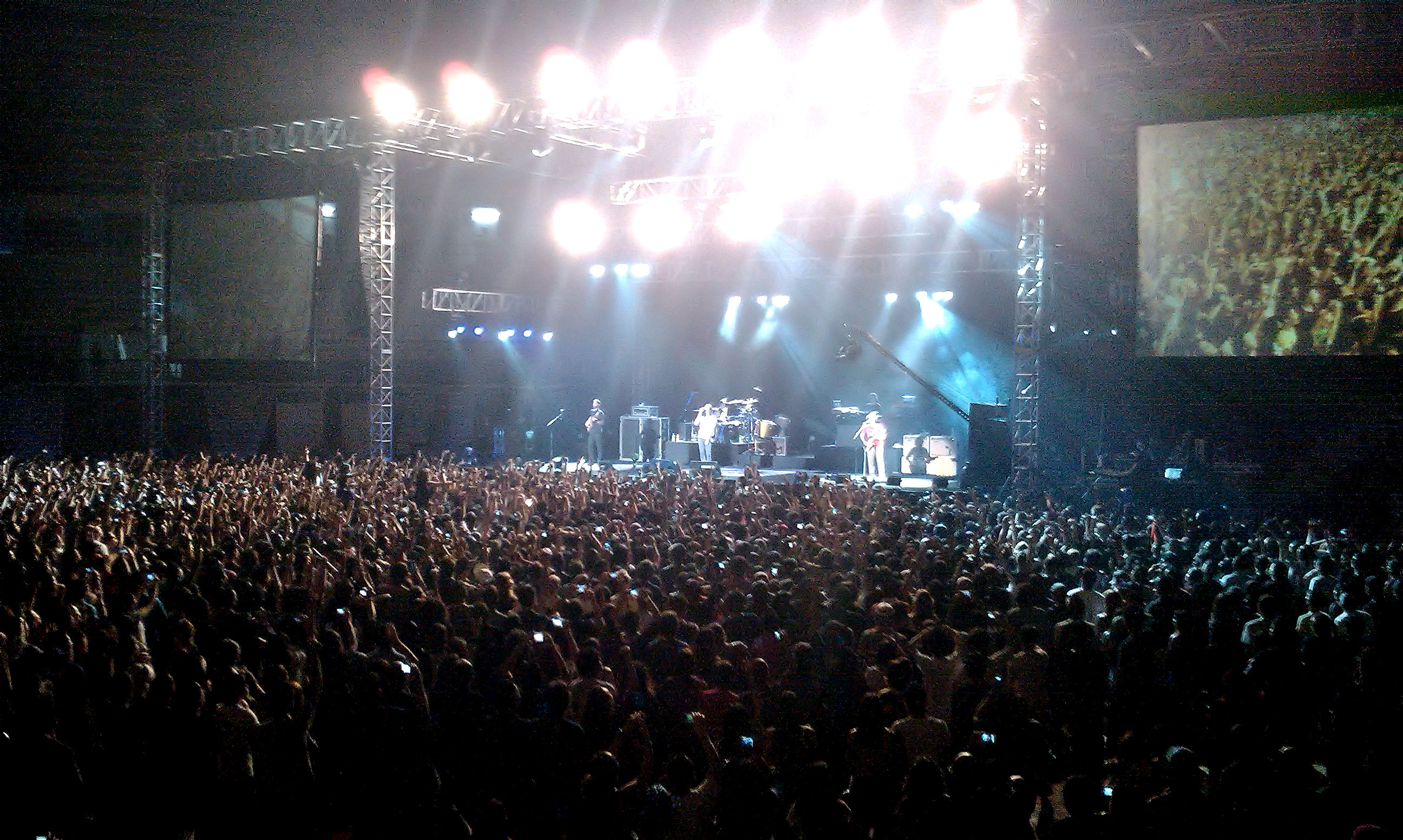
2011年7月23日，Incubus在马来西亚国家体育馆举行的演唱会

国家体育馆也用于音乐会，曾在这里演出的国际艺人包括：
- Wanna One-吉隆坡粉丝见面会「Wanna Be Loved」（2018年1月19日）
- 张韶涵-純粹世界巡迴演唱會 (2017年11月18日)
- Seventeen-「DIAMOND EDGE」世界巡回演唱会（2017年9月9日） [18]
- IKON-IKoncert 2016：Showtime Tour（2016年8月13日）
- 后街男孩（2015年5月3日）
- 2NE1-All or Nothing巡迴演唱會（2014年5月24日）
- 宠物店男孩（2014年9月24日）
- 乔纳斯兄弟（2012年10月24日）
- Wonder Girls（2012年10月13日）
- 小红莓乐队（2012年4月4日）
- FTISLAND-「Play！」FT lsland演唱会（2012年1月14日 ）
- 大卫·阿楚雷塔（2011年7月26日）
- Incubus（2011年7月23日）
- 杰森·玛耶兹（2009年）
- 东方神起（2007年11月24日）
- INXS（2006年）[19]
- 莎拉·布莱曼（2004年）
- 威豹乐队（1996年6月4日）
- 邦·乔维 （1995年5月4日）
- 克里夫·理查德（1995年1月9日）
- BEYOND马来西亚演唱会（1993年5月28日）
- 黎明-「親近您黎明演唱會」（1992年2月14日至15日）[20]
- 埃里克·克莱普顿（1990年11月26日）、
- 凯莉·米洛（1991年3月3日）
- 斯汀（1994年2月2日）
- 比吉斯乐队（1972年）
- 马来西亚世界小姐选美大赛（英语：Miss World Malaysia）（1963年4月20日）[21]

### 影视
马来西亚国家体育馆是2024年改编自大马羽球残奥冠军谢儮好真实故事的本地运动电影，《GOLD（2024）》主要拍摄场地。

## 备注
1. ↑  7项工程分别是马来西亚国会大厦（民主）、国家回教堂（信仰）、马来亚大学（教育）、默迪卡体育场和国家体育馆（健康的身体和心灵）、国家英雄纪念碑（战士的牺牲）、国家语文局（马来西亚语）和马来西亚国家博物馆（民族文化）